# سعید علی کمال
سعید علی کمال (انگلیسی: Said Ali Kemal؛ ۱۹۳۸ – ۱۳ سپتامبر ۲۰۲۰) سیاستمدار اهل اتحاد قمر بود. وی از ۲ اکتبر ۱۹۹۵ تا ۵ اکتبر ۱۹۹۵ رئیس‌جمهور موقت این کشور بود.
سعید علی کمال در ۱۳ سپتامبر ۲۰۲۰، در سن ۸۲ سالگی درگذشت.